# Andes pasithea
Andes pasithea är en insektsart som beskrevs av Ronald Gordon Fennah 1958. Andes pasithea ingår i släktet Andes och familjen kilstritar. Inga underarter finns listade i Catalogue of Life.